# メイソン・ウィリアムズ (野球)
メイソン・ウィリアムズ（Mason Williams, 1991年8月21日 - ）は、アメリカ合衆国ロードアイランド州ポータケット出身のプロ野球選手（外野手）。右投左打。MLBのニューヨーク・メッツ傘下所属。

## 経歴

### プロ入り前
1991年8月21日にアメリカ合衆国ロードアイランド州ポータケットで生まれる。
中学入学後からはフロリダ州オレンジ郡ウィンターガーデンで育った。
中学卒業後は、西オレンジ高等学校へ進学する。

### プロ入りとヤンキース時代

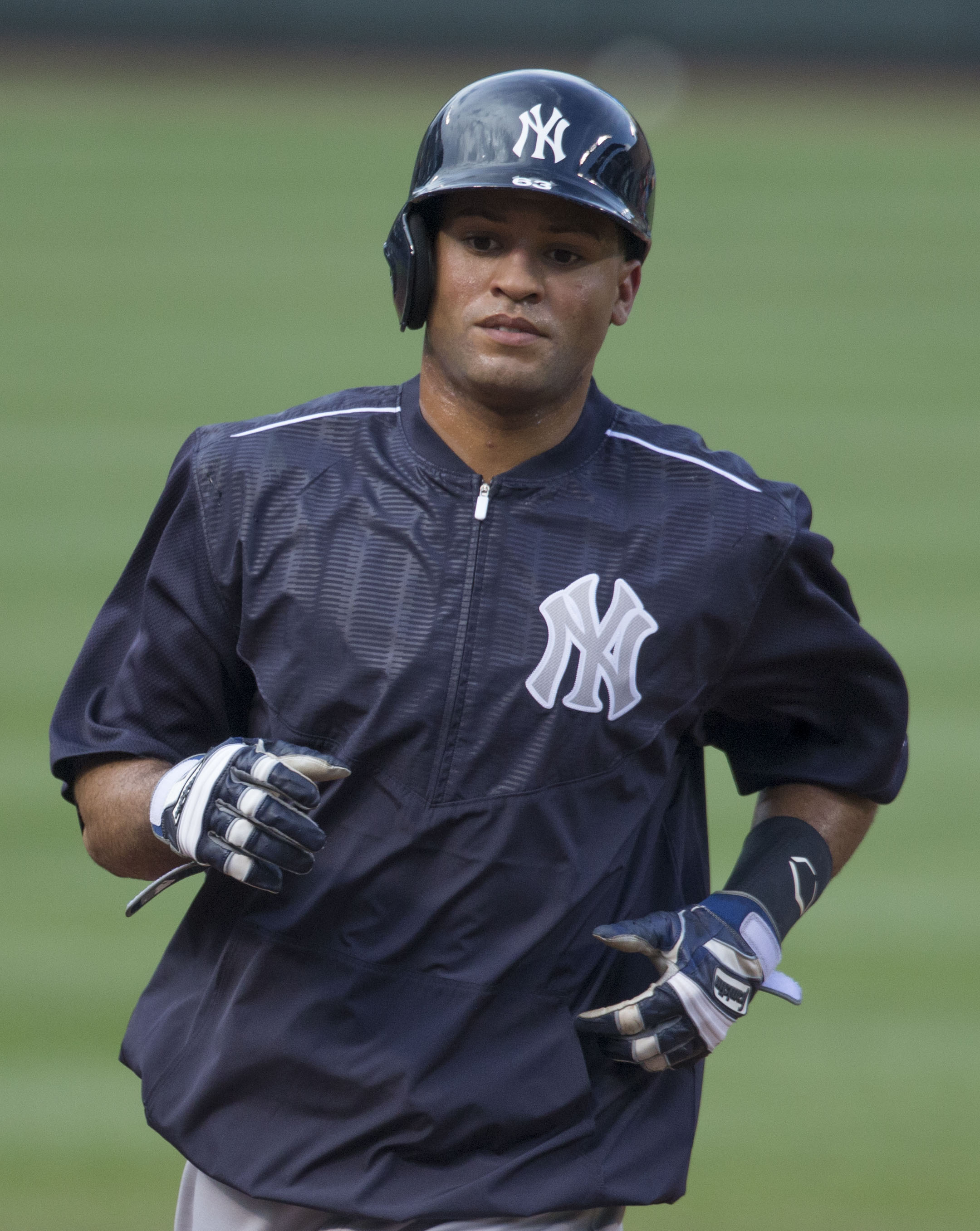
ニューヨーク・ヤンキース時代
(2015年6月12日)

2010年のMLBドラフトでニューヨーク・ヤンキースから4巡目（全体145位）指名され、プロ入り。契約後、傘下のルーキー級ガルフ・コーストリーグ・ヤンキースでプロデビューし、5試合に出場した。
2011年はA-級スタテンアイランド・ヤンキースでプレーし、68試合に出場して打率.349、3本塁打、31打点、28盗塁を記録した。オフにベースボール・アメリカによるA-級のオールスターチームに外野手として選出された。
2012年はA級チャールストン・リバードッグスでプレーし、69試合に出場して打率.304、8本塁打、28打点、19盗塁を記録した。7月3日にA+級タンパ・ヤンキースへ昇格。22試合に出場して打率.277、3本塁打、7打点、1盗塁を記録した。
2013年はA+級タンパでプレーし、100試合に出場して打率.261、3本塁打、24打点、15盗塁を記録した。8月15日にAA級トレントン・サンダーへ昇格。17試合に出場して打率.153、1本塁打、4打点を記録した。
2014年はAA級トレントンでプレーし、128試合に出場しで打率.223、5本塁打、40打点、21盗塁を記録した。オフの11月20日にヤンキースとメジャー契約を結び、40人枠入りを果たした。
2015年6月11日にメジャー初昇格を果たし、デビュー戦となった翌12日のボルチモア・オリオールズ戦では「9番・中堅手」で先発起用され、4回表にウバルド・ヒメネスからメジャー初安打となる本塁打を記録した。その後は出場機会がなく、8試合の出場でシーズンを終えた。打率は.286で、出場した全8試合で中堅を守った。
2016年は、引き続き外野のユーティリティとして12試合に出場した。出場試合数と同数の12三振を喫したが、打率は.296に、出塁率は.321に上昇するなど、打撃面で成長の跡を示した。守備では、前年とは打って変わって右翼手を守る機会が増え、7試合守った。中堅と左翼手では、それぞれ2試合で守った。
2017年11月6日に40人枠外となり、同日中にFAとなった。

### レッズ時代
2017年11月17日にシンシナティ・レッズとマイナー契約を結び、2018年のスプリングトレーニングには招待選手として参加する。
2018年は開幕から傘下のAAA級ルイビル・バッツでプレーし、7月26日にメジャー契約を結んでアクティブ・ロースター入りした。この年は51試合に出場して打率.293、2本塁打、6打点、1盗塁を記録した。オフの11月2日にFAとなった後、12月17日にマイナー契約で再契約したが、2019年3月19日に自由契約となった。

### オリオールズ時代
2019年3月28日にオリオールズとマイナー契約を結んだ。シーズンでは開幕から傘下のAAA級ノーフォーク・タイズでプレーし、121試合に出場して打率.308、18本塁打、67打点、4盗塁を記録した。9月3日にメジャー契約を結んでアクティブ・ロースター入りした。レギュラーシーズン終了後の10月30日にマイナー契約でAAA級ノーフォークへ配属され、翌31日にFAとなった。11月22日にマイナー契約で再契約した。
2020年8月22日にメジャー契約を結んでアクティブ・ロースター入りした。9月1日にDFAとなり、4日にマイナー契約となった。9月5日に再びメジャー契約を結んでアクティブ・ロースター入りした。9月11日に再びDFAとなり、14日にマイナー契約となった。9月20日に自由契約となった。

### メッツ時代
2021年4月15日にニューヨーク・メッツとマイナー契約を結んだ。5月31日にメジャー契約を結んでアクティブ・ロースター入りした。6月20日にDFAとなり、24日に傘下のAAA級シラキュース・メッツへ配属された。

## 詳細情報

### 年度別打撃成績
| 年 度    | 球 団    | 試 合 | 打 席 | 打 数 | 得 点 | 安 打 | 二 塁 打 | 三 塁 打 | 本 塁 打 | 塁 打 | 打 点 | 盗 塁 | 盗 塁 死 | 犠 打 | 犠 飛 | 四 球 | 敬 遠 | 死 球 | 三 振 | 併 殺 打 | 打 率 | 出 塁 率 | 長 打 率 | O P S |
| -------- | -------- | ----- | ----- | ----- | ----- | ----- | -------- | -------- | -------- | ----- | ----- | ----- | -------- | ----- | ----- | ----- | ----- | ----- | ----- | -------- | ----- | -------- | -------- | ----- |
| 2015     | NYY      | 8     | 22    | 21    | 3     | 6     | 3        | 0        | 1        | 12    | 3     | 0     | 0        | 0     | 0     | 1     | 0     | 0     | 3     | 0        | .286  | .318     | .571     | .890  |
| 2016     | NYY      | 12    | 29    | 27    | 4     | 8     | 1        | 0        | 0        | 9     | 2     | 0     | 0        | 1     | 0     | 1     | 0     | 0     | 12    | 0        | .296  | .321     | .333     | .655  |
| 2017     | NYY      | 5     | 17    | 16    | 3     | 4     | 0        | 0        | 0        | 4     | 1     | 2     | 0        | 0     | 0     | 1     | 0     | 0     | 2     | 0        | .250  | .294     | .250     | .544  |
| 2018     | CIN      | 51    | 132   | 123   | 10    | 36    | 5        | 1        | 2        | 49    | 6     | 1     | 2        | 2     | 0     | 7     | 1     | 0     | 29    | 5        | .293  | .331     | .398     | .729  |
| 2019     | BAL      | 11    | 34    | 30    | 4     | 8     | 1        | 0        | 0        | 9     | 2     | 1     | 0        | 0     | 1     | 3     | 0     | 0     | 6     | 0        | .267  | .324     | .300     | .624  |
| 2020     | BAL      | 10    | 18    | 18    | 0     | 2     | 0        | 1        | 0        | 4     | 0     | 0     | 1        | 0     | 0     | 0     | 0     | 0     | 9     | 0        | .111  | .111     | .222     | .333  |
| 2021     | NYM      | 17    | 37    | 33    | 3     | 7     | 1        | 0        | 1        | 11    | 1     | 0     | 1        | 0     | 0     | 4     | 1     | 0     | 9     | 1        | .212  | .297     | .333     | .631  |
| MLB：7年 | MLB：7年 | 114   | 289   | 268   | 27    | 71    | 11       | 2        | 4        | 98    | 15    | 4     | 4        | 3     | 1     | 17    | 2     | 0     | 70    | 6        | .265  | .308     | .366     | .673  |

- 2021年度シーズン終了時

### 年度別守備成績
| 年 度 | 球 団 | 左翼（LF） | 左翼（LF） | 左翼（LF） | 左翼（LF） | 左翼（LF） | 左翼（LF） | 中堅（CF） | 中堅（CF） | 中堅（CF） | 中堅（CF） | 中堅（CF） | 中堅（CF） | 右翼（RF） | 右翼（RF） | 右翼（RF） | 右翼（RF） | 右翼（RF） | 右翼（RF） |
| 年 度 | 球 団 | 試 合      | 刺 殺      | 補 殺      | 失 策      | 併 殺      | 守 備 率   | 試 合      | 刺 殺      | 補 殺      | 失 策      | 併 殺      | 守 備 率   | 試 合      | 刺 殺      | 補 殺      | 失 策      | 併 殺      | 守 備 率   |
| ----- | ----- | ---------- | ---------- | ---------- | ---------- | ---------- | ---------- | ---------- | ---------- | ---------- | ---------- | ---------- | ---------- | ---------- | ---------- | ---------- | ---------- | ---------- | ---------- |
| 2015  | NYY   | -          | -          | -          | -          | -          | -          | 8          | 13         | 0          | 0          | 0          | 1.000      | -          | -          | -          | -          | -          | -          |
| 2016  | NYY   | 2          | 5          | 0          | 0          | 0          | 1.000      | 2          | 3          | 0          | 0          | 0          | 1.000      | 7          | 10         | 0          | 0          | 0          | 1.000      |
| 2017  | NYY   | -          | -          | -          | -          | -          | -          | 5          | 7          | 0          | 0          | 0          | 1.000      | 1          | 0          | 0          | 0          | 0          | ----       |
| 2018  | CIN   | 6          | 4          | 0          | 0          | 0          | 1.000      | 10         | 16         | 0          | 0          | 0          | 1.000      | 27         | 31         | 0          | 0          | 0          | 1.000      |
| 2019  | BAL   | 2          | 2          | 0          | 0          | 0          | 1.000      | 7          | 11         | 1          | 1          | 0          | .923       | 1          | 1          | 0          | 0          | 0          | 1.000      |
| MLB   | MLB   | 10         | 11         | 0          | 0          | 0          | 1.000      | 32         | 50         | 1          | 1          | 0          | .981       | 36         | 42         | 0          | 0          | 0          | 1.000      |

- 2019年度シーズン終了時

### 背番号
- 63（2015年）
- 66（2016年）
- 41（2017年）
- 46（2018年）
- 40（2019年）
- 38（2020年）
- 70（2021年）